# Dan Bush
Dan Bush (nascut el 1971 o 1972) és un director de cinema i guionista nord-americà més conegut per The Signal (2007), que va codirigir i coescriure amb Jacob Gentry i David Bruckner.

## Primers anys
Bush va assistir a la Universitat de Carolina del Sud i Universitat de Carolina del Nord a Chapel Hill.

## Carrera
Amb Jacob Gentry i David Bruckner, va coescriure i codirigir The Signal, que es va estrenar al Festival de Cinema de Sundance de 2007. Els tres havien treballat junts anteriorment en diversos projectes a Atlanta. Bush amb Ben Lovett, que va escriure The Signal, al curtmetratge Ghost of Old Highways , que va guanyar la millor música i millor fotografia al Festival de Cinema de Charlotte. Bilge Ebiri de New York va escriure que el seu curtmetratge A Day in the Life (2006) és "un dels curtmetratges més interessants que hem vist en els darrers anys". The Reconstruction of William Zero fou estrenada al FanTasia el 20 de juliol de 2014. El gener de 2014, Screen Daily va informar que The Trust va informar que The Trust havia de començar preproducció a l'abril de 2014.

## Premis i nominacions
El 2008, Bush va ser nominat per a l'Independent Spirit John Cassavetes juntament amb Bruckner i Gentry per The Signal.

## Filmografia
| Pel·lícula                         | Any  | Director | Productor | Guionista | Editor | Notes                          |
| ---------------------------------- | ---- | -------- | --------- | --------- | ------ | ------------------------------ |
| Gil's Choice                       | 1998 | Sí       | No        | Sí        | No     |                                |
| A Day in the Life                  | 2006 | Sí       | No        | Sí        | Sí     | curtmetratge                   |
| The Signal                         | 2007 | Sí       | No        | Sí        | Sí     | segment "Escape from Terminus" |
| FightFuckPray                      | 2008 | Sí       | No        | Sí        | No     |                                |
| The Blood Bond                     | 2010 | No       | No        | Sí        | No     |                                |
| Ghost of Old Highways              | 2012 | Sí       | No        | Sí        | Sí     | curtmetratge                   |
| The Reconstruction of William Zero | 2014 | Sí       | Sí        | Sí        | No     |                                |
| Don Peyote                         | 2014 | No       | executive | No        | Sí     |                                |
| The Vault                          | 2017 | Sí       | No        | Sí        | Sí     |                                |